# Mezőtúr
Mezőtúr este un oraș în districtul Mezőtúr, județul Jász-Nagykun-Szolnok, Ungaria, având o populație de 17.767 de locuitori (2011). 

## Demografie
Componența etnică a orașului Mezőtúr
     Maghiari (95,8%)
     Romi (2,72%)
     Necunoscut (0,68%)
     Alții (0,8%)
Componența confesională a orașului Mezőtúr
     Fără religie (37,47%)
     Reformați (21,66%)
     Romano-catolici (9,08%)
     Atei (1,33%)
     Necunoscută (29,81%)
     Alte religii (1,1%)
Conform recensământului din 2011, orașul Mezőtúr avea 17.767 de locuitori. Din punct de vedere etnic, majoritatea locuitorilor (95,8%) erau maghiari, cu o minoritate de romi (2,72%). Apartenența etnică nu este cunoscută în cazul a 0,68% din locuitori. Nu există o religie majoritară, locuitorii fiind persoane fără religie (37,47%), reformați (21,66%), romano-catolici (9,08%) și atei (1,33%). Pentru 29,81% din locuitori nu este cunoscută apartenența confesională.